# プチプチつぶし

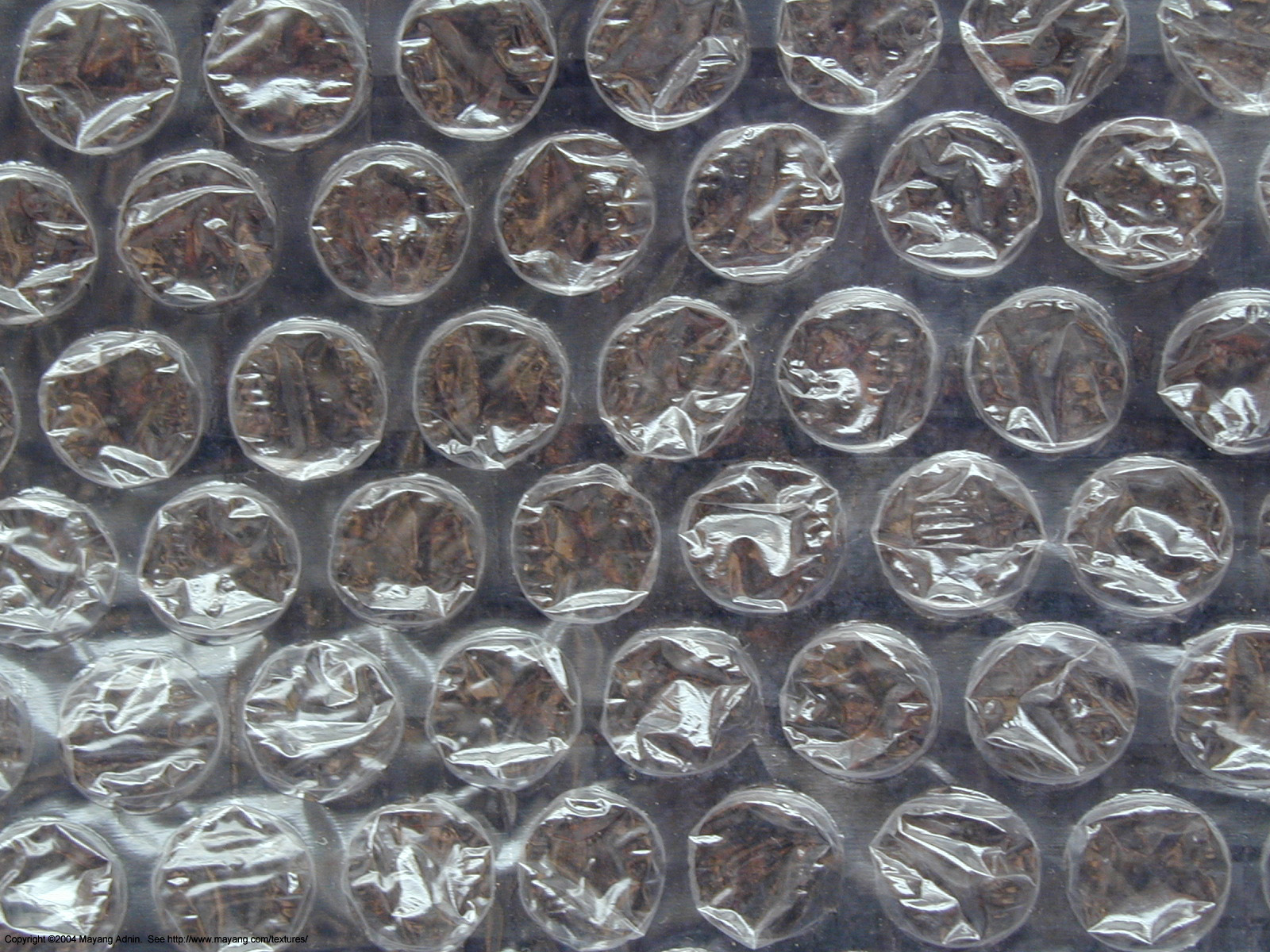
気泡緩衝材（プチプチ）

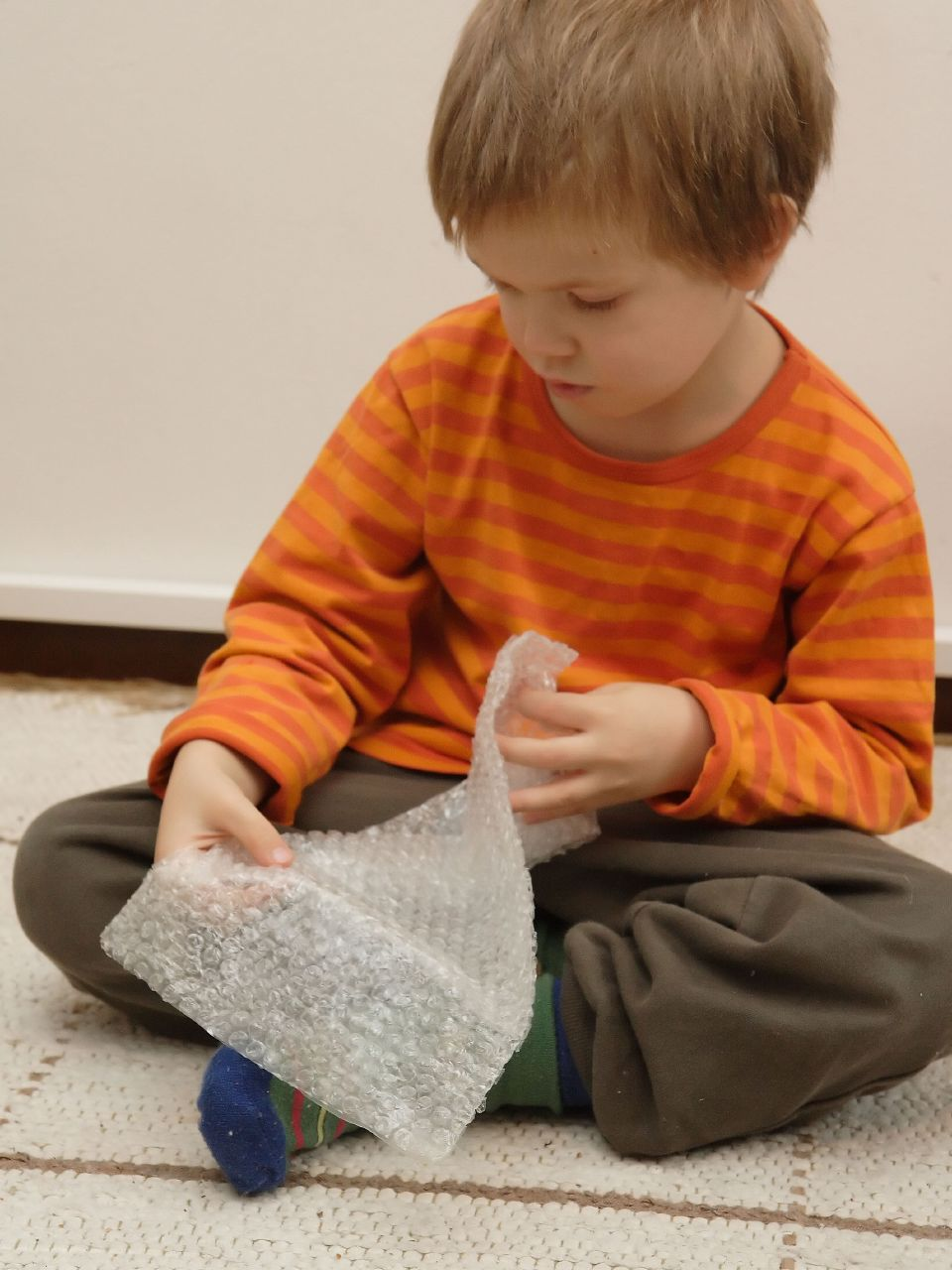
プチプチつぶしで遊ぶ子ども

プチプチつぶしとは、気泡緩衝材（通称「プチプチ」=川上産業の登録商標）の気泡部分を手指などでつぶす遊びである。

## 概要
プチプチつぶしは、気を紛らわしたり、ストレスを発散する効果もあり、ポリエチレンの袋を破る軽快な音と、無数に繰り返される動作に中毒性がある。
これはプチプチ自体のデザインやつぶす時の感触が、飛び出しているものは押したくなるという、アフォーダンス（シグニファイア）と呼ばれる人間の本能に拠るものと研究されている。
テレビ番組『脳力探検クイズ!ホムクル』が2004年6月12日に放送した調査によると、以下のような結果が得られている。
- 生まれて初めてプチプチを見る2歳の幼児が、何も教わらないうちにつぶし始めた。
- 伊豆シャボテン公園のチンパンジーも熱中した。

後述のとおりプチプチつぶし専用に開発された気泡緩衝材や、疑似体験できる玩具・ゲームソフトも発売されている。

## 娯楽商品・玩具

### プチプチつぶし専用プチプチ
川上産業から「プッチンスカット」というつぶすためだけのプチプチも販売されている。これはつぶしたときの音に工夫を凝らし、ストレス発散効果を売りにしている。
2010年8月にチリで起こったコピアポ鉱山落盤事故によって閉じ込められた鉱員のストレス解消のために、川上産業は「プッチンスカット」を9月にチリ大使館を経由して贈っている。スペイン語での説明書きは付けずに贈られたが、作業員全員が楽しんでいたという。

### 疑似体験できる玩具・ゲーム
- 2000年12月21日にハドソンから発売されたPlayStation用ソフト『ボンバーマンランド』に、プチプチつぶしをテーマにしたアトラクション「ぷちぷち」が収録されている。続編であるPlayStation 2用ソフト『ボンバーマンランド3』、PlayStation Portable用ソフト『ボンバーマンランドポータブル』にも「ぷちぷち」が収録されている。
- 2007年9月22日にバンダイから『∞プチプチ』（むげんプチプチ）という、プチプチつぶしの感覚を疑似体験でき、かつ粒が減ることがなく何度でも繰り返し押すことが可能な、キーチェーン型の玩具が発売された。川上産業の公認グッズであり、同社社員がボーカルを務めるバンド「プチメタル」によってキャンペーンソングが提供されている。 2008年3月22日には『∞プチプチ 〜ぷち萌え〜』が発売。同年6月24日にはWiiウェア用ゲームソフト『おうちで∞プチプチWii』の配信が開始された。
- 2020年代より、各メーカーから「プッシュポップバブル」「ポップイット」などの名称で、配置された突起を指で押して遊ぶ知育玩具が販売されている。前述の商品に倣い通称「無限プチプチ」と呼ぶことがある。プチプチに数字や文字が記載されているものや、電動で光を放つものなど、様態は多岐に渡る。